# 小行星23151
小行星23151（23151 Georgehotz）是一颗绕太阳运转的小行星，为主小行星带小行星。该小行星于2000年1月发现。

## 轨道参数
小行星23151的轨道半长轴为434 100 304 km（2.9017400 UA），离心率为0.035。